# コールドウェル郡区 (アイオワ州アパヌース郡)
コールドウェル郡区は、アメリカ合衆国、アイオワ州、アパヌース郡にある18の郡区の一つである。2000年の国勢調査で、人口は439人だった。

## 地理
コールドウェル郡区は、100.1平方キロメートル（38.63平方マイル)で、Exlineが含まれている。アメリカ地質調査所によると、この郡区はHismとNew HopeとSalemとUnionとZoarの4つの霊園が含まれている。